# Kuro nyago
Kuro Nyago (黒ニャゴ? lett. "Il gatto nero") è un film d'animazione giapponese del 1931.

## Trama
Alcuni bambini esprimono cantando il desiderio di avere un gatto nero. Passeggiando nel bosco, si imbattono proprio nell'animale tanto desiderato. Il gatto nero si presenta, snocciolando la propria genealogia risalente alla spaventosa tigre e vantando il proprio aspetto attuale, che non spaventa più gli umani. I bambini iniziano a danzare assieme a  lui.